# Scrameustache (personnage)
 (octobre 2023).
Si vous disposez d'ouvrages ou d'articles de référence ou si vous connaissez des sites web de qualité traitant du thème abordé ici, merci de compléter l'article en donnant les références utiles à sa vérifiabilité et en les liant à la section « Notes et références ».

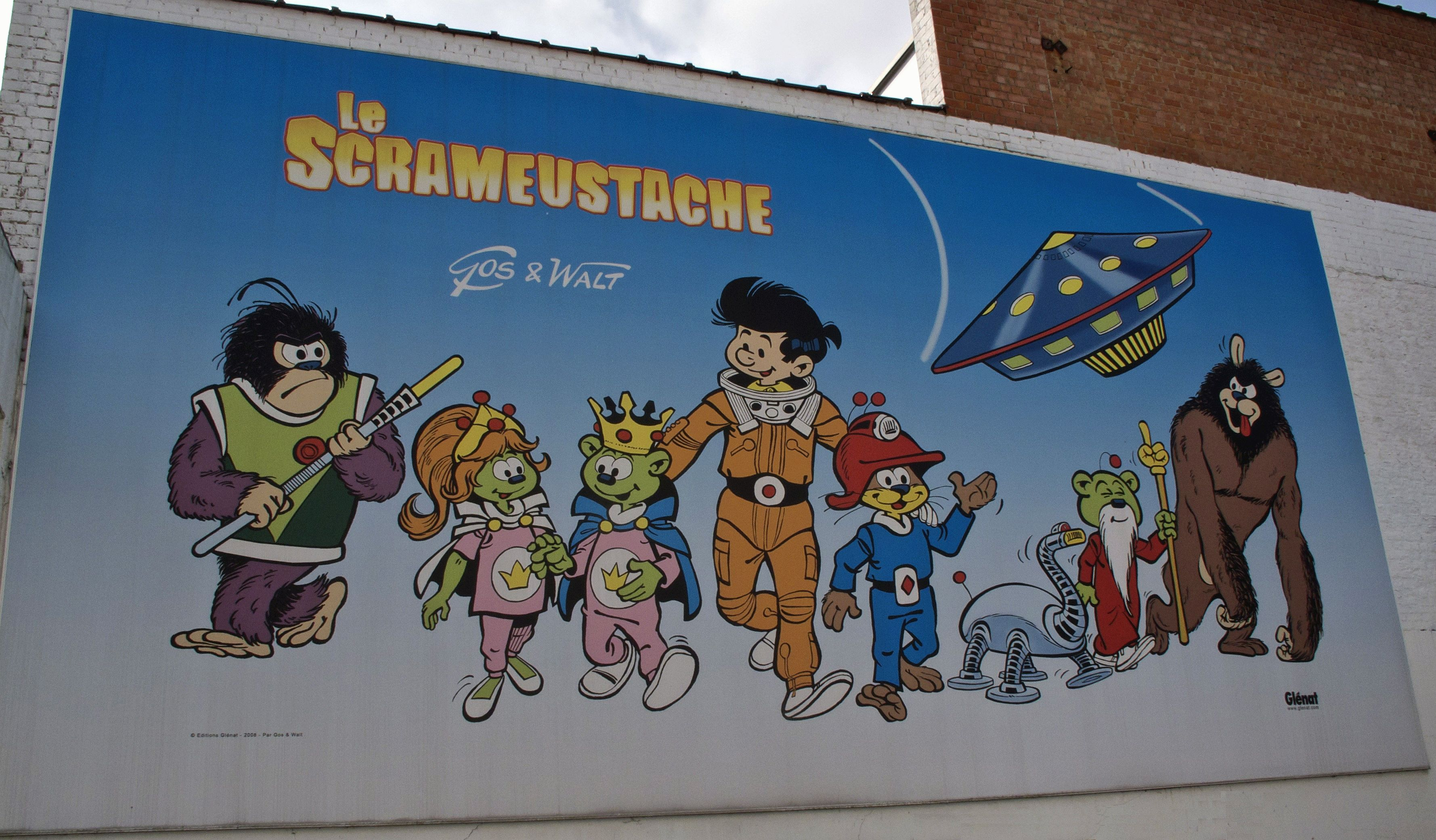
Le Scrameustache (coiffé de son casque rouge) est entouré de Khéna, de son robot Tobor, de trois Galaxiens, d'un Ramoucha et d'un Kromok. Peinture murale à Bruxelles.

Le Scrameustache est un personnage de fiction, héros de la série de bande dessinée du même nom.
Bien que ressemblant à un félin, c'est en réalité un extraterrestre créé par le professeur Najboul. Son nom est l’acronyme de Sujet Créé par Radiations Artificielles et Manipulations Extra-Utérines Sans Toucher Aux Chromosomes Héréditaires Endogènes.
Il possède de grandes capacités télépathiques, et est équipé presque en permanence d'une combinaison de vol bleue, d'une ceinture anti-gravitation, et d'un casque rouge défensif multifonctions lui permettant, entre autres, de lancer un rayon permettant de changer temporairement les êtres vivants en statue de sel. 
Il est le pivot de toutes les aventures de la série, meilleur ami de Khéna et lien avec les Galaxiens et autres espèces extraterrestres.
Le Scrameustache est souvent accompagné d'un chien-robot appelé Tobor.